# Oxy rắn
Oxy rắn là trạng thái "đóng băng" của khí oxy (O2), hình thành điều kiện áp suất khí quyển tại nhiệt độ 54.36 K (−218,79 °C, −361,82 °F). Giống như oxy lỏng, oxy rắn là một chất trong suốt có màu xanh da trời nhạt, nguyên do là ánh sáng đỏ bị hấp thụ trong oxy rắn.

## Pha
Sáu pha khác nhau của oxy rắn được biết là tồn tại: <ref name = epsilon> Khoa học và công nghệ tiên tiến (AIST) (2006). [http: //www.azonano.com/ chi tiết.asp? ArticleID = 1797 “Cấu trúc tinh thể pha Oxygen oxy rắn được xác định cùng với việc phát hiện ra cụm O8 oxy đỏ”] Kiểm tra giá trị |url= (trợ giúp). Truy cập ngày 10 tháng 1 năm 2008. Đã bỏ qua tham số không rõ |công việc= (trợ giúp)</ref>
1. α-phase:  light blue  - hình thành ở 1 atm, dưới 23,8 K, monoclinic cấu trúc tinh thể.
2. phase-phase:  mờ nhạt  thành  hồng  - hình thành ở 1 atm, dưới 43,8 K, cấu trúc tinh thể hình thoi, (ở nhiệt độ phòng và áp suất cao bắt đầu chuyển đổi thành tetraoxygen).
3. phase-phase:  mờ nhạt  - hình thành ở 1 atm, dưới 54,36 K, cấu trúc tinh thể hình khối.
4. phase-phase:  cam  - hình thành ở nhiệt độ phòng ở áp suất 9 GPa
5. phase-phase:  đỏ sẫm  đến  đen  - hình thành ở nhiệt độ phòng ở áp suất lớn hơn 10 GPa
6. phase-phase:  metallic  - hình thành ở áp suất lớn hơn 96 GPa

Người ta đã biết rằng oxy được đông cứng thành một trạng thái gọi là pha at ở nhiệt độ phòng bằng áp suất, và với áp suất tăng thêm, pha under trải qua chuyển pha s sang pha at ở 9 GPa và pha at ở 10 GPa; và, do sự gia tăng của tương tác phân tử, màu của pha changes chuyển sang màu hồng, cam, sau đó là màu đỏ (pha octaoxygen ổn định) và màu đỏ tiếp tục chuyển sang màu đen với áp suất tăng. Người ta nhận thấy rằng một pha metallic kim loại xuất hiện ở 96 GPa khi oxy pha phase được nén thêm.

### Oxy đỏ
Khi áp suất oxy ở nhiệt độ phòng tăng lên qua 10 GPa (1.450.377 psi), nó trải qua một chuyển pha kịch tính thành allotrope khác. Âm lượng của nó giảm đáng kể, và nó thay đổi màu từ xanh da trời sang đỏ đậm. Pha này được phát hiện vào năm 1979, nhưng cấu trúc chưa rõ ràng. Dựa trên hồng ngoại phổ hấp thụ, các nhà nghiên cứu đã giả định vào năm 1999 rằng pha này bao gồm các phân tử O
4 trong mạng tinh thể.    